# Nancy Wilson (rockzangeres)
Nancy Wilson (San Francisco, 16 maart 1954) is een Amerikaans zangeres en gistariste. In de jaren 1970 vormde zij samen met haar zus Ann Wilson de rockformatie Heart. Ook speelde ze als gitarist in the Lovemongers en Roadcase Royale.
Tussen 1986 en 2010 was zij gehuwd met de Amerikaanse filmregisseur Cameron Crowe.
- Bibliothèque nationale de France: cb14467807z (data)
- Gemeinsame Normdatei: 1129203557
- International Standard Name Identifier: 0000 0001 0953 5536
- Library of Congress Control Number: no96020419
- MusicBrainz: d1153c78-ade9-44bb-b85c-1880dc7687f2
- Nationale Bibliotheek van Tsjechië: ola2002152055
- Nationale Bibliotheek van Polen: a0000001974372
- Système universitaire de documentation: 071203885
- Virtual International Authority File: 10073612
- WorldCat: E39PBJdh3BgvqHCvkcK7YRWYyd